# Kenny Ortega
Kenneth John Ortega, conhecido como Kenny Ortega (Palo Alto, 18 de abril de 1950) é um diretor, coreógrafo, produtor estadunidense, de ascendência latino-americana.

## Carreira
Inicialmente conhecido por trabalhar com o dançarino e coreógrafo Gene Kelly no filme Xanadu, Ortega consolidou sua fama de coreógrafo em 1987 com Dirty Dancing. Ganhou prêmios por coreografias em videoclipes como Material Girl de Madonna, e em seguida passou a dirigir clipes, como Rock Me Tonite, de Billy Squier. Para Michael Jackson, Ortega criou e dirigiu as turnês Dangerous World Tour (1992-1993) e HIStory World Tour (1996-1997).
Ele coreografou ainda grandes eventos, como o Super Bowl de 1996, a Premiação do Óscar de 2000, a abertura e encerramento das Olimpíadas de Atlanta (1996) e das Olimpíadas de Inverno de Salt Lake City (2002). No cinema, além de assinar a coreografia, Ortega tornou-se diretor de filmes como a trilogia High School Musical.
Em 2009, Kenny Ortega começou a trabalhar na coreografia e direção geral de This Is It, a turnê de Michael Jackson que teria 50 apresentações a partir de julho de 2009, mas que foi cancelada por causa da morte de Michael. Em homenagem ao cantor, Ortega reuniu as imagens gravadas dos ensaios para a turnê e com elas criou o documentário Michael Jackson's This Is It.

## Filmografia selecionada
- 1985: St. Elmo's Fire (no Brasil, "O Primeiro ano do resto de nossas vidas") .... coreógrafo
- 1986: Pretty in Pink .... coreógrafo
- 1986: Ferris Bueller's Day Off .... coreógrafo
- 1987: Dirty Dancing .... coreógrafo
- 1988: Salsa .... coreógrafo
- 1989: Shag .... coreógrafo
- 1992: Newsies .... coreógrafo, diretor
- 1993: Hocus Pocus .... diretor
- 1995: To Wong Foo, Thanks for Everything! Julie Newmar .... coreógrafo
- 2006: The Cheetah Girls 2 .... coreógrafo, diretor
- 2006: High School Musical .... coreógrafo, diretor
- 2007: High School Musical 2 .... coreógrafo[P 1]
- 2008: Hannah Montana & Miley Cyrus: Best of Both Worlds Concert .... produtor
- 2008: High School Musical 3: Senior Year .... coreógrafo, diretor
- 2009: Michael Jackson's This Is It .... diretor
- 2015: Descendants .... diretor
- 2017: Descendants 2.... diretor
- 2019: Descendants 3 .... coreógrafo, direto
- 2020: Julie and the Phantoms ... coreógrafo,diretor [P 1]

## Trabalhos em televisão
- 1988: Dirty Dancing .... Diretor, 2 episódios
- 1990: Hull High .... Coreógrafo, diretor, 2 episódios
- 1996: Second Noah .... Diretor, 1 episódio
- 1998-1999: Chicago Hope .... Diretor, 2 episódios
- 2000: Resurrection Blvd. .... Diretor, 1 episódio
- 2001: Grounded for Life .... Diretor, 1 episódio
- 2001: Ally McBeal .... Diretor, 3 episódios
- 2002-2006: Gilmore Girls .... Diretor, 12 episódios
- 2020: Julie and the Phantoms ... Coreógrafo,Diretor 9 episódios